# Lachambre
Lachambre (Duits:  Kammern in Lothringen) is een gemeente in het Franse departement Moselle (regio Grand Est) en telt 731 inwoners (1999). De plaats maakt deel uit van het arrondissement Forbach-Boulay-Moselle.

## Geografie
De oppervlakte van Lachambre bedraagt 7,8 km², de bevolkingsdichtheid is 93,7 inwoners per km².
De onderstaande kaart toont de ligging van Lachambre met de belangrijkste infrastructuur en aangrenzende gemeenten.

## Demografie
Onderstaande figuur toont het verloop van het inwonertal (bron: INSEE-tellingen).